# Dorota Świeniewicz-Brandt

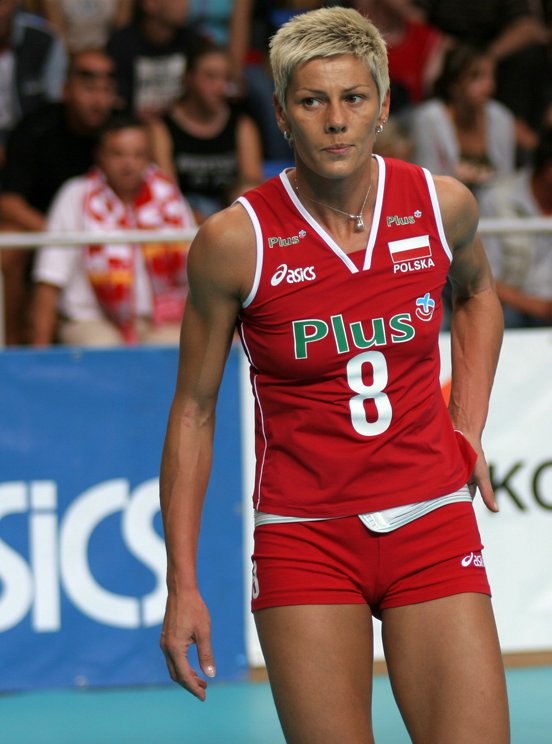
Dorota Świeniewicz w reprezentacyjnych barwach

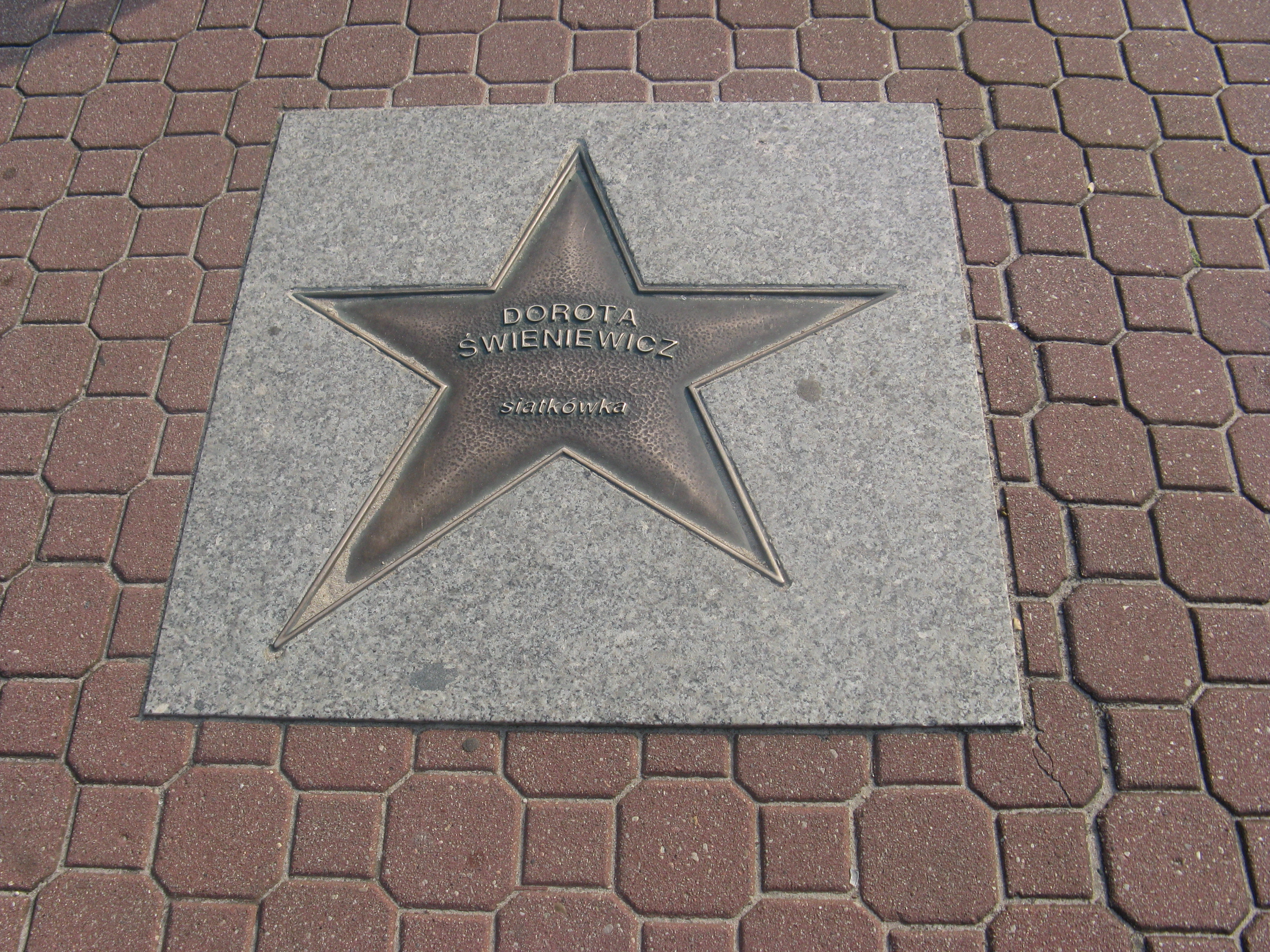
Gwiazda w Alei Gwiazd Sportu we Władysławowie

Dorota Anna Świeniewicz-Brandt (ur. 27 lipca 1972 w Głuszycy) – polska siatkarka, grająca na pozycji przyjmującej. Reprezentantka Polski w latach 1991–2009, w kadrze narodowej rozegrała 325 spotkań. Od lutego 2013 roku asystentka trenera Jacka Pasińskiego w Sparcie Warszawa.
Mistrzyni Europy z 2003 i 2005 roku. Uznana najbardziej wartościową zawodniczką mistrzostw w Chorwacji oraz najlepszą siatkarką Europy 2005 roku. Zakończyła karierę w lutym 2012 roku, odchodząc w trakcie rozgrywek z drużyny Atomu Trefla Sopot.
Postanowieniem Prezydenta Rzeczypospolitej Polskiej Aleksandra Kwaśniewskiego z dnia 22 listopada 2005 roku została odznaczona Krzyżem Kawalerskim Orderu Odrodzenia Polski. Honorowa Obywatelka Miasta Świdnica.
Jej mężem jest Marek Brandt, który jest obecnie komisarzem meczów siatkarskich. Również był dyrektorem sportowym klubów siatkarskich: Atomu Trefl Sopot i PTPS-u Piła. Mają syna o imieniu Julek. 

## Kariera

### Klubowa
Dorota Świeniewicz urodziła się w Głuszycy, ale od najmłodszych lat mieszkała w Świdnicy i tam stawiała pierwsze siatkarskie kroki w miejscowej Polonii. Andrzej Ząbek, który był pierwszym trenerem Doroty tak wspomina początki jej kariery: Na początku był płacz i zgrzytanie zębów. Dopiero po jakimś czasie Dorota przekonała się do siatkówki i nie można było jej zgonić z boiska. Kiedy miała 15 lat, trener Jerzy Matlak, który prowadził wtedy pierwszą drużynę Polonii, wziął ją do składu. Kilka lat później wraz ze świdnickim zespołem wywalczyła awans do I ligi, po czym postanowiła zmienić barwy klubowe.
W 1993 roku za namową Matlaka przeniosła się do Stali Bielsko-Biała, której ten wówczas był szkoleniowcem. Z bielskim zespołem zdobyła swoje pierwsze medale w krajowych rozgrywkach: wicemistrzostwo kraju w 1994 i 1995 roku oraz mistrzostwo Polski w 1996. W pucharze Polski trzykrotnie wystąpiła w finale, ale nie udało jej się sięgnąć po to trofeum. Po sezonie 1996/1997, w którym stanęła na najniższym stopniu podium w lidze, postanowiła wyjechać do Włoch i tam kontynuować swoją karierę.
Przez kolejnych dziewięć lat reprezentowała Despar Perugia. Z tym klubem w 2003 i 2005 roku zdobyła mistrzostwo Włoch, w 1999, 2003 i 2005 roku puchar Włoch oraz puchar ligi włoskiej rok później. Triumfowała w Pucharze Zdobywców Pucharów w 2000 roku, a cztery lata później zagrała w finale Ligi Mistrzyń. Podczas spotkania nabawiła się poważnej kontuzji, która uniemożliwiła jej dalszą grę. Jej drużyna przegrała z Marichalem Teneryfa, ale już dwa lata później Despar ze Świeniewicz w składzie okazał się najlepszym zespołem w Europie w finale pokonując RC Cannes.
W 2006 roku zdecydowała się zawiesić karierę żeby urodzić dziecko. W tym czasie pełniła funkcję dyrektora Biura Sportu i Rekreacji m.st. Warszawy oraz trenowała kadetki i juniorki w klubie UKS Hubert-Ochota Warszawa.
Po roku powróciła na parkiet — związała się z hiszpańskim klubem Icaro Alaro Mallorca, z którym wywalczyła wicemistrzostwo kraju. W 2008 roku powróciła na płw. Apeniński i dołączyła do zespołu Tena Santeramo. W trakcie rozgrywek w związku m.in. z kłopotami finansowymi klubu rozwiązała umowę i wróciła do Polski. W sezonie 2009/2010 reprezentowała BKS Aluprof Bielsko-Biała i zdobyła drugie mistrzostwo Polski. Od 2010 roku występowała w Atomie Treflu Sopot, z którym sięgnęła po wicemistrzostwo kraju. Na początku lutego 2012 w związku z problemami finansowymi klubu podjęła decyzję o zakończeniu kariery.

### Reprezentacyjna
Po raz pierwszy z reprezentacją Świeniewicz zetknęła się w wieku 13 lat, kiedy otrzymała powołanie od Danuty Hałaburdy i Rafała Błaszczyka do kadry młodziczek.
W reprezentacji seniorek zadebiutowała w 1991 roku. Wzięła udział w mistrzostwach Europy, na których Polki zajęły 9. miejsce. Ten sam wynik powtórzyła wraz z koleżankami w 1995 roku. W 1997 i 1999 roku uplasowały się w pierwszej ósemce, kolejno na 8. i 6. pozycji. Przez następnych kilka lat nie występowała w kadrze, gdyż ówczesny selekcjoner Zbigniew Krzyżanowski widział Dorotę na pozycji libero, a zawodniczka nie chciała przystać na taką zmianę.
Największe sukcesy w biało-czerwonych barwach odniosła z reprezentacją prowadzoną przez trenera Andrzeja Niemczyka. W Mistrzostwach Europy w 2003 roku w Turcji Polki zdobyły złoty medal. Dwa lata później na czempionacie w Chorwacji ponownie stanęły na najwyższym stopniu podium, a Świeniewicz otrzymała nagrodę MVP turnieju. Europejska Konfederacja Piłki Siatkowej uznała Dorotę najlepszą siatkarką Europy 2005 roku.
W 2007 roku po urlopie macierzyńskim wróciła do kadry, którą prowadził Marco Bonitta. Polki zakwalifikowały się do turnieju finałowego World Grand Prix zajmując 6. miejsce. Kilka miesięcy później pojechała na mistrzostwa Europy do Belgii i Luksemburga, ale tym razem nie udało się zdobyć medalu, zajmując w klasyfikacji końcowej 4. pozycję. Gdy nie znalazła się w składzie na turniej kwalifikacyjny w Halle do Igrzysk Olimpijskich w Pekinie zdecydowała się zakończyć reprezentacyjną karierę.
W 2009 roku postanowiła jeszcze raz spróbować swoich sił w biało-czerwonych barwach. Otrzymała powołanie od trenera Jerzego Matlaka. Wzięła udział w kwalifikacjach do mistrzostw świata oraz World Grand Prix. Pod koniec turnieju rozgrywanego w Kielcach oświadczyła, że z powodu nieustającej krytyki jej osoby i ataków w Internecie ze strony anonimowych użytkowników ostatecznie kończy karierę reprezentacyjną.
W latach 1991–2009 rozegrała 325 spotkań w reprezentacji Polski.

## Osiągnięcia

### Klubowe
Mistrzostwa Polski:
- 1. miejsce: 1996, 2010
- 2. miejsce: 1994, 1995, 2011
- 3. miejsce: 1997

Puchar Polski:
- Finalistka: 1994, 1995, 1997

Mistrzostwa Włoch:
- 1. miejsce: 2003, 2005

Puchar Włoch:
- Zdobywczyni: 1999, 2003, 2005

Mistrzostwa Hiszpanii:
- 2. miejsce: 2008

Liga Mistrzyń:
- Zwyciężczyni: 2006
- Finalistka: 2004

Puchar Zdobywców Pucharów:
- Zdobywczyni: 2000

Puchar CEV:
- Zdobywczyni: 2005[2]

### Reprezentacyjne
Mistrzostwa Europy:
- 1. miejsce: 2003, 2005

### Nagrody i wyróżnienia
- 1998 − Najlepsza siatkarka ligi włoskiej[13]
- 2005 − MVP mistrzostw Europy
- 2005 − Najlepsza siatkarka Europy[5]
- 2005 − Krzyż Kawalerski Orderu Odrodzenia Polski[7]

## Kariera trenerska
Po zakończeniu kariery zawodniczej była na stażu trenerskim w Stambule, zaproszona przez trenera Giovanniego Guidettiego. Brała udział w zajęciach trenerów Ze Roberto i Daniela Castellaniego.
W sezonie 2012/2013 asystentka trenera Mirosława Zawieracza w zespole PTPS Piła. W styczniu 2013 roku złożyła wypowiedzenie ze sprawowanej funkcji. Od lutego 2013 roku asystentka trenera Jacka Pasińskiego w Sparcie Warszawa.